# Tim Minear
Tim Minear (ur. 29 października 1963 w Nowym Jorku) – amerykański scenarzysta oraz reżyser. Minear dorastał w Whittier (Kalifornia), i studiował na California State University w Long Beach.

## Filmografia

### Scenarzysta
- 2009–2010 – Dollhouse
- 2007 – Drive
- 2005 – The Inside
- 2004 – Magia Niagary
- 2002–2003 – Firefly
- 1999 – Strange World
- 1999–2004 – Anioł ciemności
- 1997 – Zorro
- 1996–1997 – Two
- 1994–1997 – Wysoka fala
- 1993–2002 – Z Archiwum X
- 1993–1997 – Nowe przygody Supermana

### Producent
- 2010 – Terriers (producent wykonawczy)
- 2009–2010 – Dollhouse (producent wykonawczy)
- 2007 – Drive (producent wykonawczy)
- 2005 – The Inside (producent wykonawczy)
- 2004 – Magia Niagary (producent wykonawczy)
- 2002–2003 – Firefly (producent wykonawczy)
- 1999–2004 – Anioł ciemności (producent) (współproducent) (współproducent wykonawczy)

### Reżyser
- 2009–2010 – Dollhouse (producent wykonawczy)
- 2005 – The Inside (serial telewizyjny)
- 2002–2003 – Firefly (serial telewizyjny)
- 1999–2004 – Anioł ciemności (serial telewizyjny)
- 1994–1997 – Wysoka fala (serial telewizyjny)

### Aktor
- 2004 – Magia Niagary